# Shō Shimoji
Shō Shimoji (jap. 下地 奨, Shimoji Shō; * 2. August 1985 in der Präfektur Okinawa) ist ein japanischer Fußballspieler.

## Karriere
Shō Shimoji erlernte das Fußballspielen in der Jugend von Tokyo Verdy und in der Universitätsmannschaft der Aoyama-Gakuin-Universität. Seinen ersten Vertrag unterschrieb er 2008 bei Sagan Tosu, einem Verein, der in der J2 League spielte. Als sein Vertrag 2010 geendet hatte, war er vorübergehend vereinslos. Am 1. April 2011 unterschrieb er einen Vertrag in Paraguay bei Sportivo Luqueño, wo er drei Monate spielte. Im Juli 2011 wechselte er nach Brasilien, wo er für CA Linense und EC Águia Negra spielte. Nach Thailand wechselte er 2013. Beim Erstligisten BEC Tero Sasana FC in Bangkok unterschrieb er einen Zweijahresvertrag. Hier absolvierte er 51 Spiele und schoss dabei 24 Tore. 2015 nahm in der Zweitligist Police United, ebenfalls ein Verein der in Bangkok beheimatet ist, unter Vertrag. Nach nur einem Jahr ging er 2016 zum Erstligisten Chainat Hornbill FC. Nachdem der Vertrag nach Ende der Saison beendet worden war, war er bis Mitte 2017 vereinslos. Im Juni 2017 nahm ihn der Drittligist Udon Thani FC für die Rückserie unter Vertrag. Mit dem Verein wurde er Vizemeister und stieg somit in die Zweite Liga auf. Nach dem Aufstieg endete auch sein Vertrag und er war wieder bis Mitte 2018 vereinslos. Im Juni 2018 unterschrieb er abermals einen Vertrag beim Udon Thani FC. Nach Ende der Saison 2019 wurde sein Vertrag nicht verlängert. Von Dezember 2019 bis Anfang August 2022 pausierte er. Am 6. August 2022 nahm ihn der thailändische Zweitligist Samut Prakan City FC unter Vertrag. Nach 48 Ligaspielen wurde sein Vertrag im Sommer 2024 in Samut Prakan nicht verlängert.

## Erfolge
Chainat Hornbill FC
- Thailändischer Pokalsieger: 2016

BEC Tero Sasana FC
- Thailändischer Ligapokalsieger: 2014

Udon Thani FC
- Thai League 3 – Upper: 2017 (Vizemeister)  ▲